# St.-Marien- und St.-Nikolai-Friedhof I

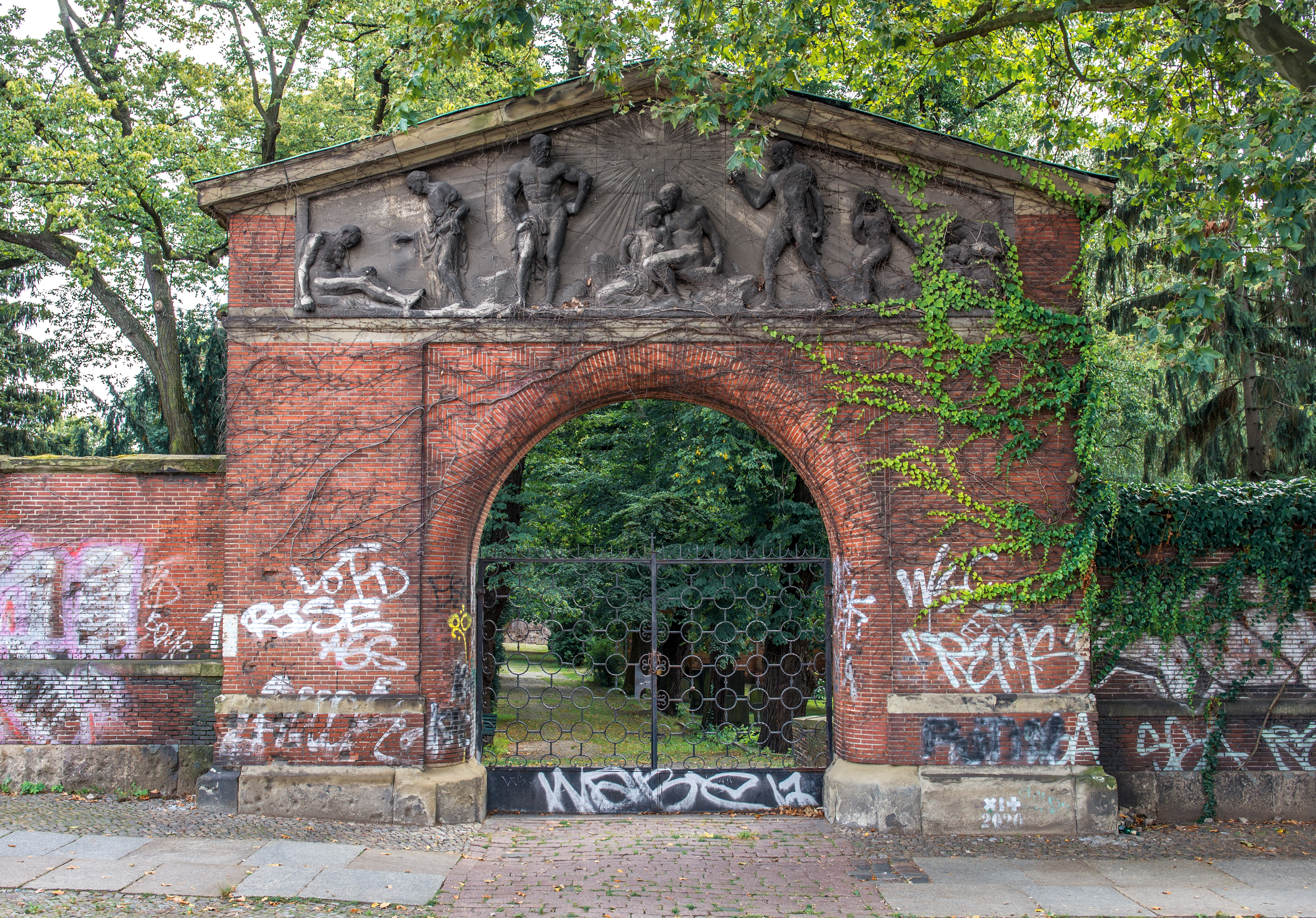
Haupteingang mit Relief von Ernst Wenck

Der St. Marien- und St. Nikolai-Friedhof I (auch Alter Friedhof der St.-Nikolai- und St.-Marien-Gemeinde) ist ein Friedhof an der Prenzlauer Allee Nr. 1 im Ortsteil Prenzlauer Berg des Berliner Bezirks Pankow.

## Geschichte
Der Friedhof wurde von den Gemeinden der Marienkirche und der Nikolaikirche am Prenzlauer Tor innerhalb der Akzisemauer am 27. Juli 1802 eröffnet und 1814 und 1847 jeweils erweitert – auf insgesamt 35.400 m². 1858 wurde unweit in der Prenzlauer Allee Nr. 7 ein neues Grundstück gekauft, der Neue bzw. der St. Marien- und St. Nikolai-Friedhof II.
In den letzten Jahren wurde der Friedhof aufwändig restauriert. Vor allem die fast geschlossene Ostwand mit Erbbegräbnissen unterschiedlicher Baustile hat sich erhalten. Die Nordwand wurde beim Kampf um Berlin zerstört. Die Hauptverwaltung der Hitlerjugend befand sich gegenüber im damaligen Kaufhaus Jonaß. Die Verteidiger, darunter Angehörige der Hitlerjugend, hatten sich hinter diesen Erbbegräbnissen verschanzt.
Nachdem der Friedhof 1970 für Beerdigungen geschlossen worden war, wurde er 1995 wieder eröffnet. Während der langen Ruhepause entwickelte sich eine üppige Vegetation. Diese wurde in Teilbereichen beibehalten. Insbesondere Abteilung II (das Dreieck im Nordwesten) wird nicht mehr gepflegt und ist nur noch eingeschränkt betretbar. In Abteilung I wurden hingegen wertvolle alte Grabmale aufwändig restauriert. Auf dem Friedhof sind einige Grabkreuze aus der Königlich Preußischen Eisengießerei erhalten geblieben. Über dem Haupteingang findet sich ein Stein-Relief von Ernst Wenck. Es stellt den Weg des Menschen von der Geburt bis zum Tod dar. Mauer und Haupteingang sind jetzt (2022) durch Schmierereien verunstaltet.

## Grabstätten

Übersichtsplan

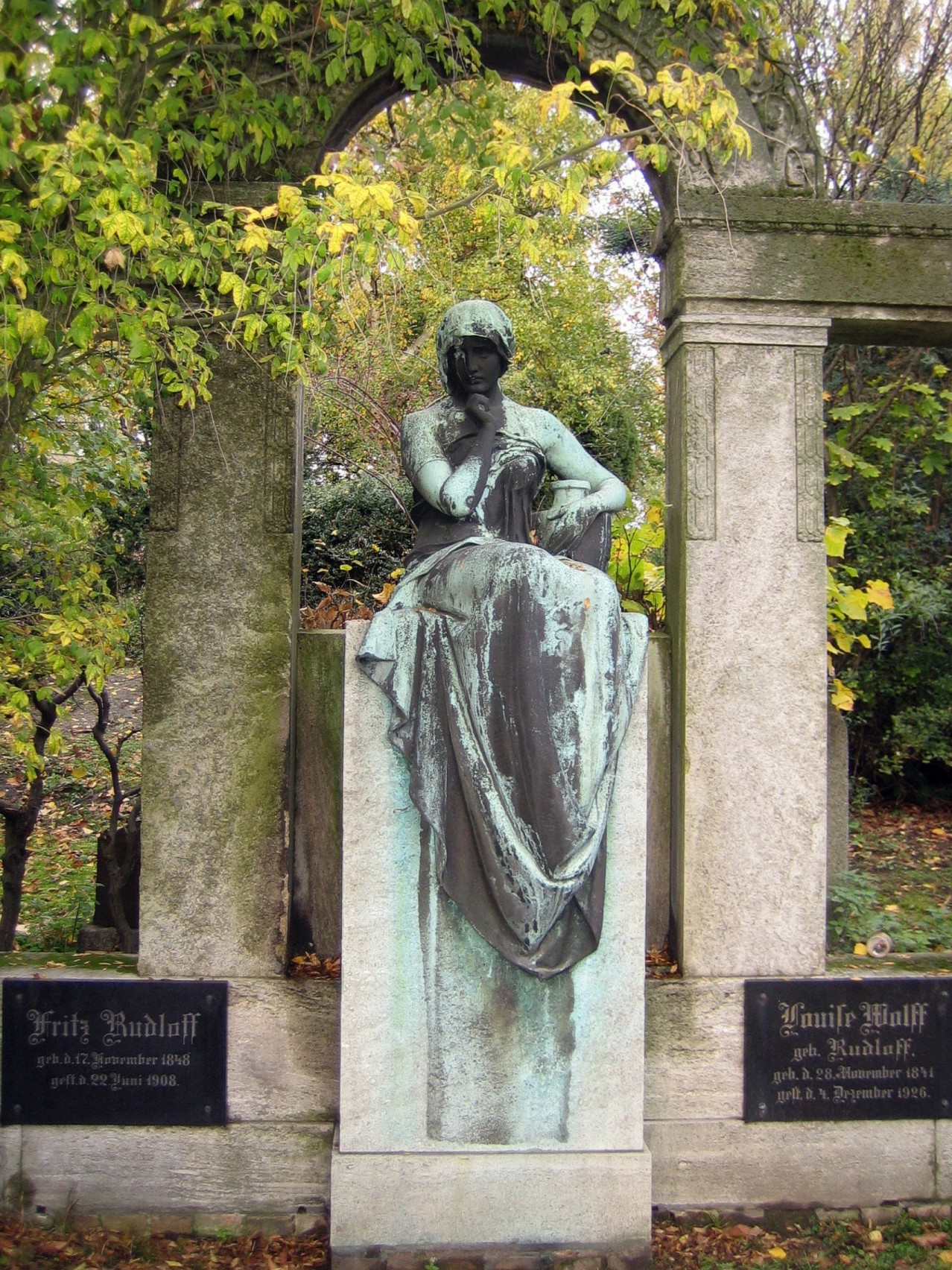
Erbbegräbnis der Familien Rudloff und Wolff, Skulptur von Hans Dammann

### Erhaltene Grabstätten bekannter Personen
(* = Ehrengrab des Landes Berlin; Klammerzahlen am Ende der Einträge sind dem Übersichtsplan entnommen)
- Hermann Bauke (1886–1928), Professor der Theologie in Kiel (25)
- Heinrich Siegmund Blanckertz (1823–1908), Unternehmer, Begründer der deutschen Stahlfederindustrie (23)
- Rudolf Blanckertz (1862–1935), Schreibfedernfabrikant, Verleger, Schriftforscher, Gründer des Schriftmuseums, Sohn von Heinrich Siegmund Blanckertz (26)
- Alfred Boretius (1836–1900), Rechtswissenschaftler, Journalist, Historiker, Reichstagsabgeordneter, Mitarbeiter der Monumenta Germaniae Historica (21)
- Christian Wilhelm Brose (1781–1870), Bankier (15)
- Bruno Brückner (1824–1905), Theologe, Geistlicher, Generalsuperintendent von Berlin, Hochschullehrer (22)
- Heinrich Wilhelm Dove* (1803–1879), Physiker, Meteorologe, Hochschullehrer (19)
- Heinrich Wilhelm Dove (1853–1931), Jurist, Stadtverordneter, Reichstagsabgeordneter, Sohn des Vorgenannten (19)
- Otto Eckert (1891–1940), Geistlicher, Propst von St. Nikolai, führendes Mitglied der Deutschen Christen
- Christian Gottfried Ehrenberg* (1795–1876), Zoologe, Ökologe, Geologe, Hochschullehrer (18)
- Rudolph Franz (1826–1902), Physiker, Namensgeber des Wiedemann-Franzschen Gesetzes (43)
- Erich Groschuff (1874–1921), Chemiker
- Wilhelm Haendler (1863–1938), Generalsuperintendent von Berlin, Propst an St. Marien und St. Nicolai (27)
- Theodor Hildebrand (1791–1872), Konditor, Unternehmer, Gründer der Schokoladenfabrik Theodor Hildebrand & Sohn
- Karl Ludwig Friedrich von Hinckeldey* (1805–1856), Jurist, Berliner Polizeipräsident, Begründer der Berufsfeuerwehr der Stadt (7)
- Ludwig Jonas* (1797–1859), Theologe, Geistlicher, Mitglied der Preußischen Nationalversammlung und des Preußischen Abgeordnetenhauses, Herausgeber des Nachlasses von Friedrich Schleiermacher (9)
- Paul Jonas (1830–1913), Verwaltungsjurist, Bankier, Unternehmer, Präsident der Eisenbahndirektionen Berlin und Elberfeld, Vorstandsmitglied der Deutschen Bank, Sohn von Ludwig Jonas
- Carl Junack (1870–1943), Forstexperte und -berater, Sachbuchautor, Erfinder
- Gotthilf Benjamin Keibel (1770–1835), Generalmajor (5)
- Heinrich Wilhelm Keibel (1792–1860), Seifenfabrikant, Stadtrat, Stadtältester (11)
- Karl Wilhelm Kläden (1802–1867), Prediger, Inspektor des Schindlerschen Waisenhauses (13)
- Carl Friedrich Wilhelm Knoblauch (1793–1859), Seidenfabrikant, preußischer Geheimer Finanzrat, Stadtältester, Stadtrat in Berlin (8)
- Eduard Knoblauch* (1801–1865), Architekt, Bruder von Carl Friedrich Wilhelm Knoblauch (12)
- Johannes Knoblauch (1855–1915), Mathematiker, Hochschullehrer, Gründungsmitglied der Berliner Mathematischen Gesellschaft
- Amalie Mertens (1802–1840), Gattin des Stahl- und Eisengroßhändlers Pierre Louis Ravené und des späteren Generalleutnants Ferdinand Mertens
- Franz Mett (1904–1944), Bergmann, Kommunist, Widerstandskämpfer gegen das NS-Regime
- Loni Michelis (1908–1966), Schauspielerin, Kabarettistin
- Fritz Mierau (1934–2018), Slawist, Literaturhistoriker, Übersetzer, Herausgeber, Autor
- Julius Müllensiefen (1811–1893), Theologe, Schriftsteller, Prediger an St. Marien (20)
- Karl Immanuel Nitzsch (1787–1868), Theologe, Hochschullehrer, Propst an St. Nikolai (14)
- Ernst Orphal (1890–1943), Theologe, Geistlicher, Mitglied der Bekennenden Kirche
- Werner Pledath (1898–1965), Schauspieler, Synchronsprecher, Gatte von Loni Michelis (s. o.)
- Konrad Gottlieb Ribbeck* (1759–1826), Theologe, Geistlicher, Propst an St. Nicolai, Ehrenbürger von Berlin (4)
- Carl Ritter (1779–1859), Geograph, Mitbegründer der wissenschaftlichen Geographie und der Gesellschaft für Erdkunde zu Berlin (10)
- Bernhard Rode* (1725–1797), Maler, Radierer (vom überbauten Schützenfriedhof hierher überführt; Grabmal 1852 gestiftet von der Akademie der Künste) (1)
- Gustav Rose (1798–1873), Mineraloge, Hochschullehrer (17)
- Carl Spindler* (1841–1902), Unternehmer (16)
- Johann Julius Wilhelm Spindler (1810–1873), Gründer der Färberei und Wäscherei, nach ihm ist Spindlersfeld benannt, Vater von Carl Spindler (16)
- Robert Toberentz (1849–1895), Bildhauer
- Carl Triebel (1823–1885), Landschafts- und Architekturmaler, Radierer
- Franz Daniel Friedrich Wadzeck (1762–1823), Theologe, Pädagoge, Bibliothekar, Waisenhausgründer (3)

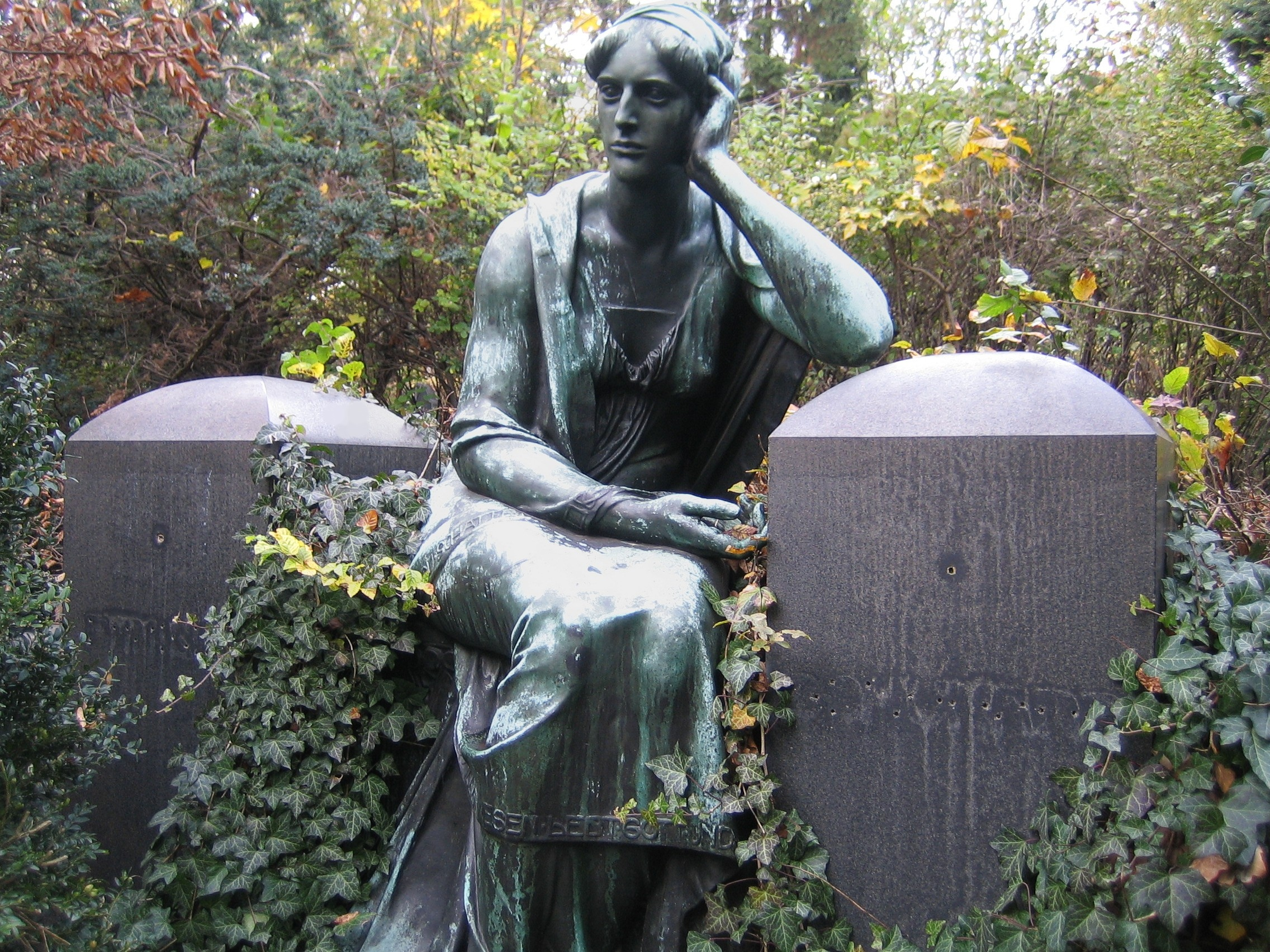
Erbbegräbnis Schumann-Recke, Skulptur von Otto Stichling, ca. 1906
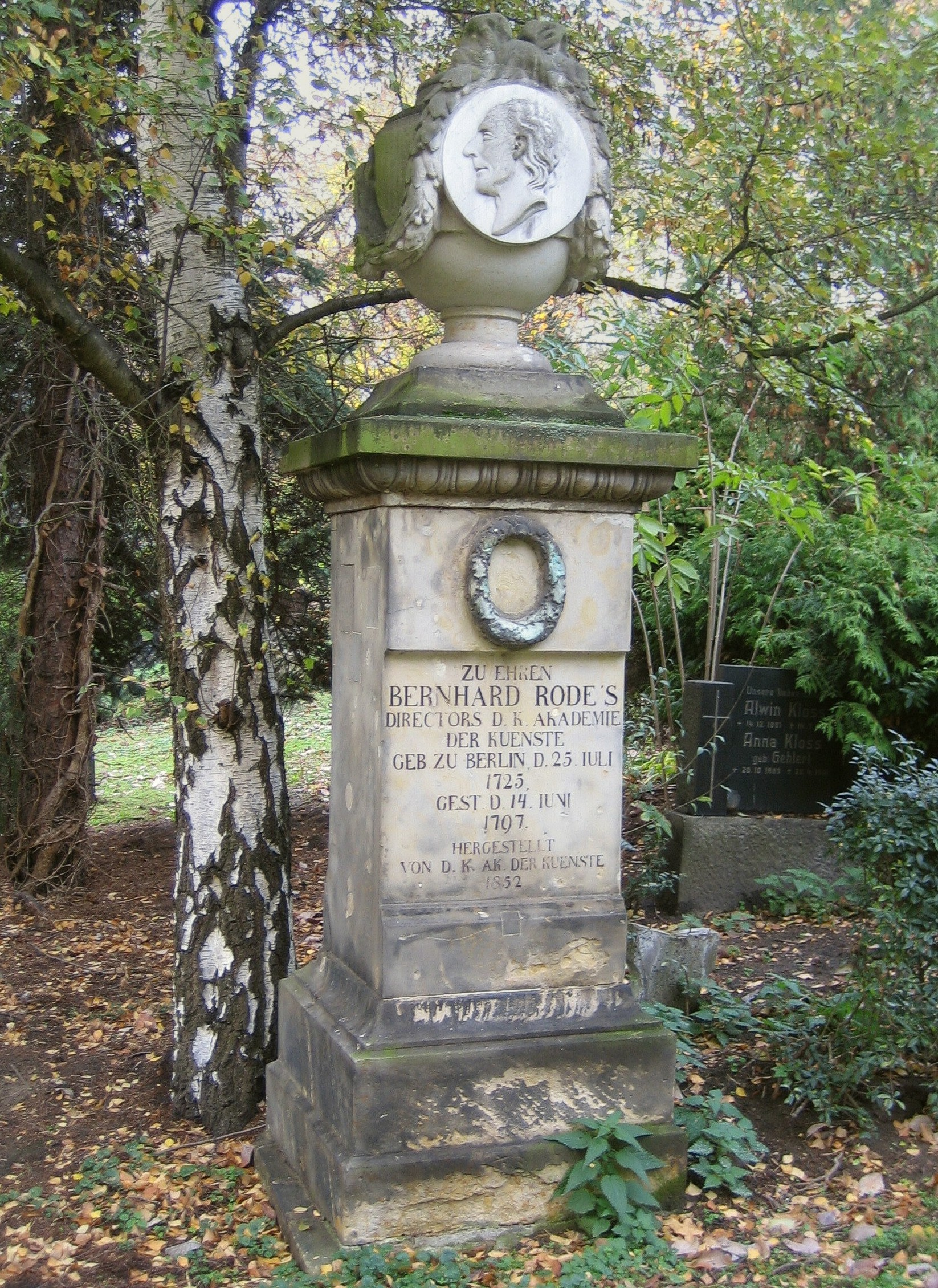
Grabmal für Bernhard Rode
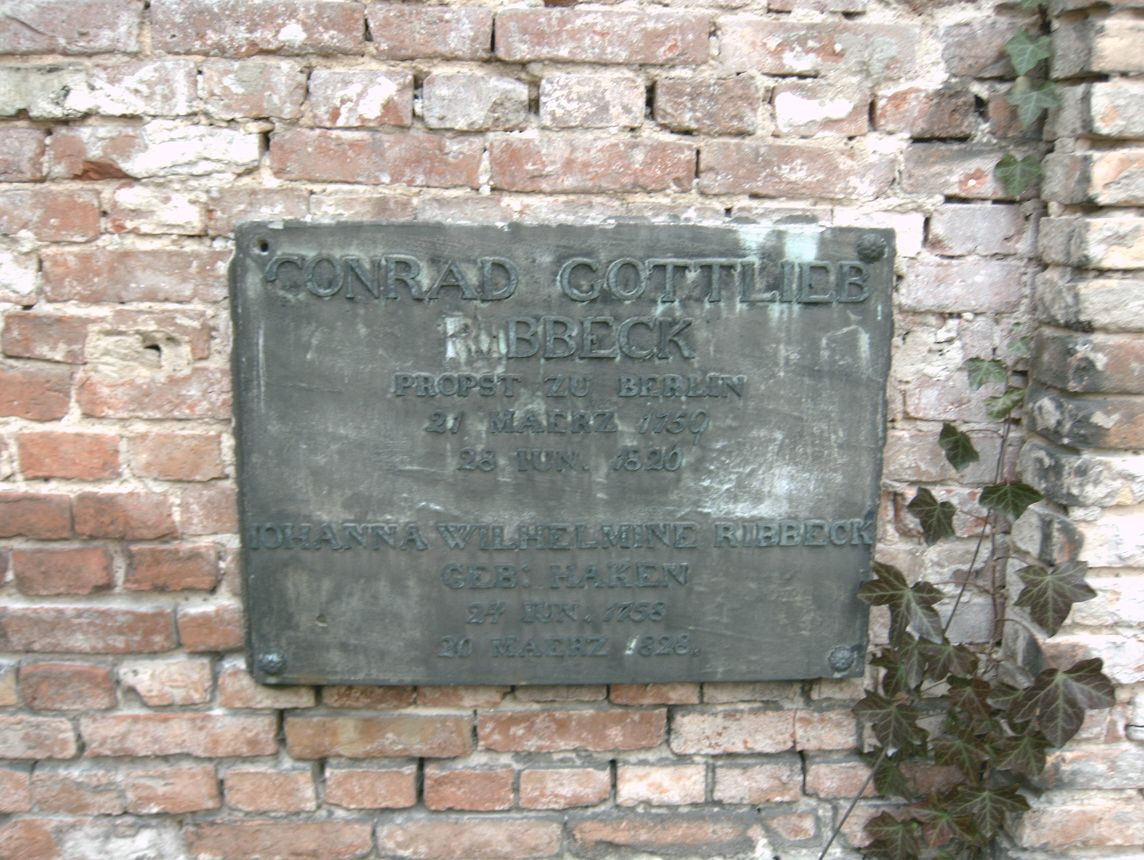
Tafel für Konrad Gottlieb Ribbeck, Propst zu Berlin
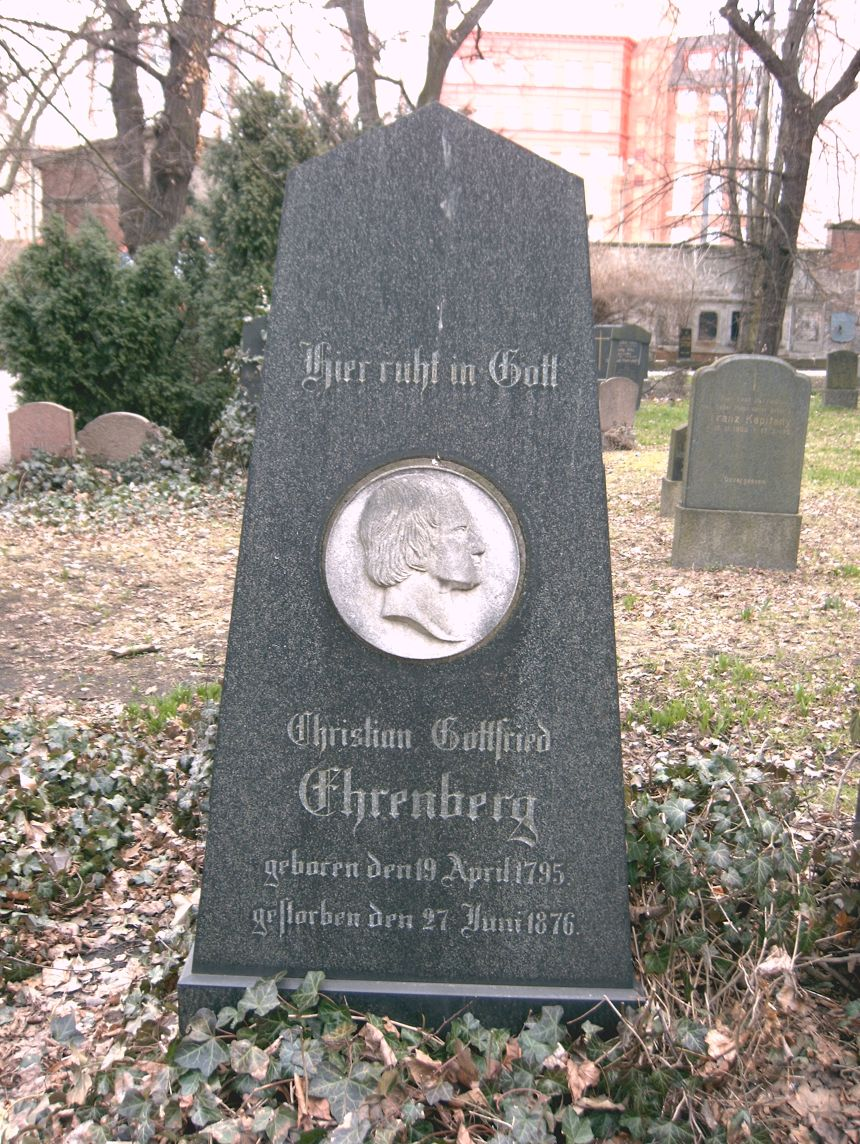
Grabmal Christian Gottfried Ehrenberg
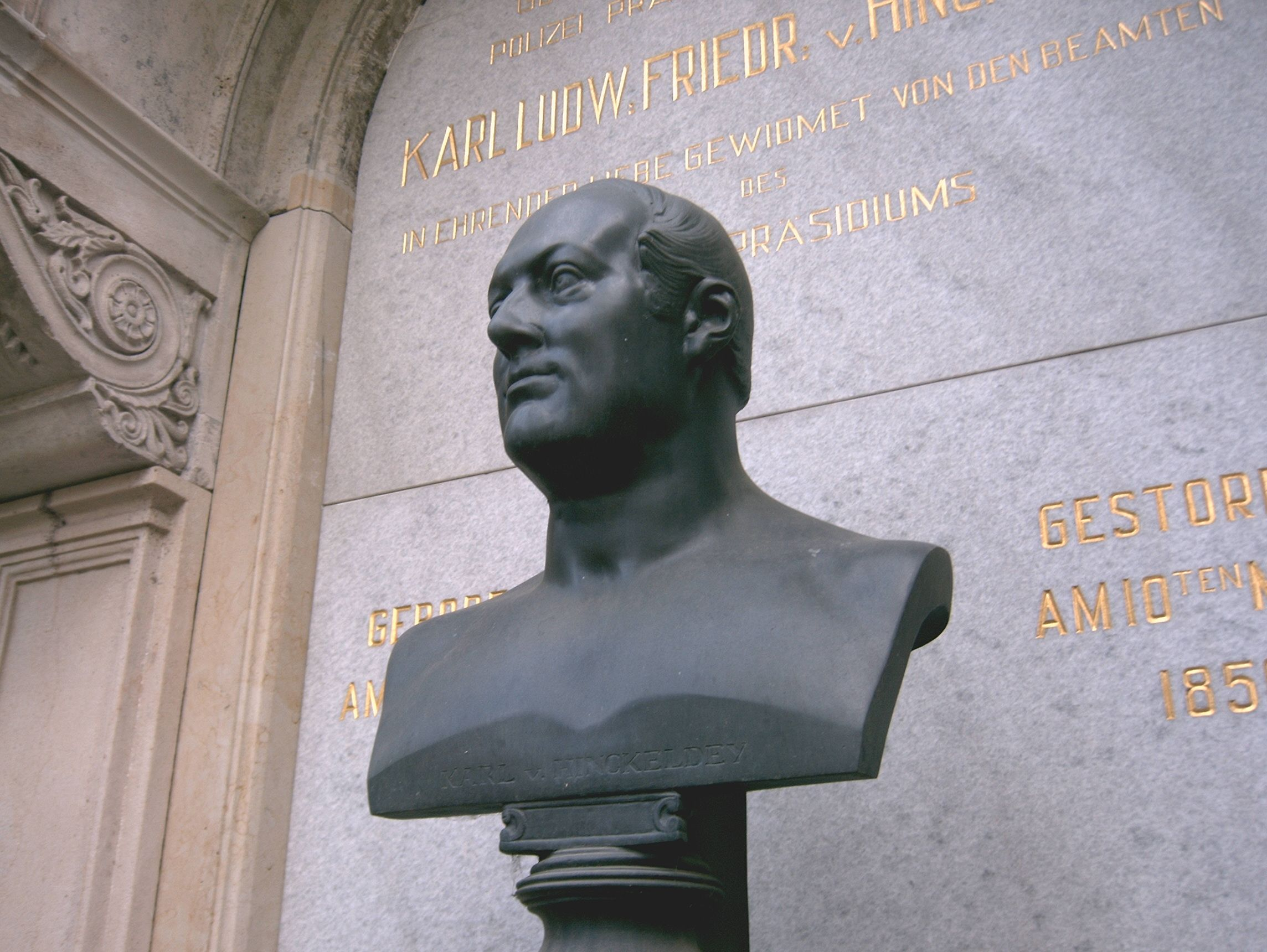
Erbbegräbnis des Polizeipräsidenten Hinckeldey

### Grabanlagen von historischem und künstlerischem Interesse
- Grabmal von Justizrat Kurt Ackermann mit Grabfigur „Flora“ in Marmor von Wilhelm Wandschneider, 1902
- Mausoleum der Familie Brose von 1814/15, vermutlich nach einem Entwurf von Karl Friedrich Schinkel (15)
- Wandgrab der Familie Franz in Form eines Portals, erstes Erbbegräbnis, 1862 (43)
- Wandgrab des Bankiers Friedrich Gottlieb von Halle (1780–1841), 1819 (6)
- Mausoleum der Familie Hildebrand, errichtet 1851 (40)
- Erbbegräbnis der Familie Hinckeldey, mit Büste von Karl Ludwig Friedrich von Hinckeldey, geschaffen von Friedrich Wilhelm Holbein (7)
- Mausoleum der Familie Kux, errichtet 1871, saniert 1993 (42)
- Mausoleum der Familie Leo, errichtet 1851 (41)
- Erbbegräbnis der Familie von Christian Johann Richter (1743–1814), älteste Grabstätte des Friedhofs (2)
- Grabmal Schumann-Recke mit überlebensgroßer Trauernder von Otto Stichling, um 1906 (44)
- Erbbegräbnis der Familie Spindler, Entwurf Walter Kyllmann, 1886 (16)
- Grabdenkmal für Michael Stemmler (1844–1896), Marmor-Halbplastik einer Trauernden mit geschmücktem Porträtrelief des Verstorbenen, geschaffen von Hermann Hidding
- Grab von Franz Daniel Friedrich Wadzeck (1762–1823), das älteste noch erhaltene gusseiserne Grabmal des Friedhofs (3)

An der Friedhofsmauer zur Prenzlauer Allee finden sich eine Reihe gusseiserner Inschriftentafeln aus dem 19. Jahrhundert mit den Namen und Daten Verstorbener. Besonders auffallend sind die mit Schmuckreliefs verzierten Tafeln für Amalie Mertens (1802–1840; beidseitig Geniusdarstellungen), den Brauereibesitzer Sigismund David Moewes (1799–1841; mit Genius, wahrscheinlich von Christian Friedrich Tieck entworfen) und den Lohgerbermeister Johann Andreas Gottfried Schultze (1797–1840). Die älteste, recht große gusseiserne Tafel wurde für das Ehepaar Christian Friedrich (1765–1825) und Christiane Louise Brendel (1765–1816) geschaffen.

### Nicht erhaltene Grabstätten
- August Wilhelm Bach (1796–1869), Komponist, Organist, Direktor des Königlichen Musik-Instituts
- Heinrich Bellermann (1832–1903), Musiktheoretiker, Komponist
- Johann Friedrich Bellermann (1795–1874), Philologe, Pädagoge, Direktor des Gymnasiums zum Grauen Kloster, Vater von Heinrich Bellermann (der Grabstein trug ein von Alexander Gilli geschaffenes Porträtmedaillon)
- Johann Joachim Bellermann (1754–1842), Theologe, Semitist, Direktor des Gymnasiums zum Grauen Kloster, Vater von Johann Friedrich Bellermann
- Max von Forckenbeck (1821–1892), Jurist, Politiker (Liberale), Oberbürgermeister von Breslau und Berlin, Präsident des Preußischen Abgeordnetenhauses und des Reichstags
- Julius Friedländer (1813–1884), Numismatiker, Direktor des Münzkabinetts
- Friedrich Gedike (1754–1803), Pädagoge, Direktor des Gymnasiums zum Grauen Kloster
- Friedrich Goldschmidt (1837–1902), Unternehmer, Direktor der ehemaligen Patzenhofer Brauerei, Politiker (Liberale Vereinigung/DFP), Mitglied des Preußischen Abgeordnetenhauses und des Reichstags
- Eduard Hanauer (1829–1893), Verwaltungsjurist, als Staatssekretär Leiter des Reichsjustizamtes
- Theodor Heinsius (1770–1849), Pädagoge, Direktor des Gymnasiums zum Grauen Kloster
- Gustav Hellmann (1854–1939), Meteorologe, Klimatologe, Hochschullehrer
- Friedrich Hofmann (1820–1895), Stadtschulrat, Direktor des Gymnasiums zum Grauen Kloster
- Paul Jeserich (1854–1927), Chemiker, Pionier in vielen Bereichen der Forensik (Ballistik, Blutspurenkunde, Foto- und Mikrofotografie)
- Gustav Köpke (1773–1837), Pädagoge, Philologe, Theologe, Direktor des Gymnasiums zum Grauen Kloster
- Hans Ernst von Kottwitz (1757–1843), Philanthrop, führende Persönlichkeit der Erweckungsbewegung
- Theodor Wilhelm Lesse (1827–1904), Jurist, Politiker (NLP), Mitglied des Preußischen Abgeordnetenhauses und des Reichstags
- Eduard Mandel (1810–1882), Kupferstecher
- Theodor Mattern (1820–1886), Kaufmann, Färbereibesitzer, Berliner Stadtverordneter
- Johann Christian Poggendorff (1796–1877), Physiker
- Adolph Friedrich Riedel (1809–1872), Archivar, Historiker, Politiker, Mitglied der Preußischen Nationalversammlung und des Preußischen Abgeordnetenhauses
- Carl Ritschl (1783–1858), Theologe, Organist, Komponist, Leiter der Sing-Akademie, Pfarrer an St. Marien, Bischof und Generalsuperintendent
- Heinrich Rose (1795–1864), Mineraloge, Chemiker, Hochschullehrer, Entdecker des Niobium
- Georg Schöbel (1858–1928), Historien- und Militärmaler, Illustrator
- Carl Siechen († 1869), deutscher Unternehmer, Gastronom, Gründer vom Bierhaus Siechen
- Johann Gustav Stahn (1806–1878), Jurist, Oberkonsistorialrat, Mitglied des Evangelischen Oberkirchenrats der altpreußischen Union[1]
- Christian Gottfried Daniel Stein (1771–1830), Geograph
- Reinhold von Sydow (1851–1943), Jurist, Leiter des Reichsschatzamts, preußischer Handelsminister
- Alexander Weiß (1863–1937), Königlich Preußischer Gartenbaudirektor
- Ernst Wenck (1865–1929), Bildhauer
- Horst Wessel (1907–1930), SA-Sturmführer, NS-„Blutzeuge“, Verfasser des nach ihm benannten Kampfliedes (24)
- Ludwig Wessel (1879–1922), Geistlicher, Vater von Horst Wessel (24)

Von umstrittenem Interesse war das Grab von Horst Wessel, das zwar gleich nach Kriegsende zerstört wurde, jedoch bis 2013 immer noch erkennbar war. Joseph Goebbels hatte das unauffällige Grab der Familie Wessel als nationale Gedenkstätte kostspielig in Marmor umgestalten lassen. Horst Wessels deutschnationaler Vater Ludwig Wessel, gestorben 1922, war der Pfarrer der Nikolai-Gemeinde gewesen und die wollte nach 1945 nicht auf das Grab ihres alten Pfarrers verzichten. So erinnerte bis 2013 ein Marmor-Bruchstück mit den Buchstaben Ludwig W an ihn. Im Jahr 2000 bekannte sich ein Antifaschistisches Totengräberkomitee dazu, dort gegraben und alle gefundenen Knochenreste der Familie Wessel in die Spree geworfen zu haben. Nach Polizeiangaben wurde allerdings nur oberflächlich gegraben. Die Täter wurden nie ermittelt. Sein Grab wurde im Juni 2013 vom Friedhof entfernt, nachdem es seit der Wende zu einem Wallfahrtsort für Neonazis geworden war.